# Sciara infantula
Sciara infantula är en tvåvingeart som beskrevs av Edwards 1931. Sciara infantula ingår i släktet Sciara och familjen sorgmyggor. Inga underarter finns listade i Catalogue of Life.